# Katedra św. Franciszka Salezego w Baker City
Katedra św. Franciszka Salezego w Baker City jest głównym kościołem diecezji Baker, mimo iż władze diecezjalne, kuria i ordynariusz rezydują w Bend. Zbudowana w stylu neogotycko-neoromańskim w latach 1906–1908. Za materiał do budowy posłużył tuf wulkaniczny. W latach 1958 i 1980 wnętrze katedry było przebudowywane. Za drugim razem zainstalowano lektorium w prezbiterium, a tabernakulum przeniesiono do bocznego ołtarza. W roku 2007 rozpoczęto gruntowną renowację świątyni, podczas której tabernakulum powróciło na dawne, centralne miejsce, a nad nim wykonano baldachim. Witraże wymieniano trzykrotnie, w 1923, 1958 i 1965.